# تشاد بيل
تشاد بيل (بالإنجليزية: Chad Bell)‏ هو لاعب كرة قاعدة أمريكي، ولد في 28 فبراير 1989 في نوكسفيل في الولايات المتحدة.

## وصلات خارجية
- تشاد بيل على موقع دوري كرة القاعدة الرئيسي (الإنجليزية)
- تشاد بيل على موقع دوري كوريا الجنوبية لكرة القاعدة (الإنجليزية)
- تشاد بيل على موقعبيزبول رفرنس.كوم (الدوري الرئيسي) (الإنجليزية)
- تشاد بيل على موقعبيزبول رفرنس.كوم (الدوري الثانوي) (الإنجليزية)
- تشاد بيل على موقع إي إس بي إن.كوم (أم.أل.بي) (الإنجليزية)
- تشاد بيل على موقع مشجعي الرسوم البيانية (الإنجليزية)